# Luke Joins the Navy
Luke Joins the Navy est un film américain réalisé par Hal Roach et sorti en 1916.

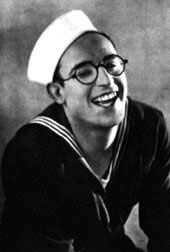
Harold Lloyd en marin.

Une copie du film est conservée au Museum of Modern Art

## Fiche technique
- Réalisation : Hal Roach
- Producteur : Hal Roach
- Distributeur : Pathé Exchange
- Durée : 12 minutes[2]
- Date de sortie :
  - États-Unis : 1916

## Distribution
- Harold Lloyd : Lonesome Luke
- Snub Pollard
- Bebe Daniels
- Charles Stevenson
- Billy Fay
- Fred C. Newmeyer
- Sammy Brooks
- Harry Todd
- Bud Jamison
- Margaret Joslin
- Dee Lampton
- May Cloy